# Namibia, Land of the Brave
Namibia, Land of the Brave („Namibia, Land der Tapferen“) ist die Nationalhymne Namibias.

## Entstehung
Die Verfassung Namibias vom 21. März 1990 sah in Artikel 2 eine Nationalhymne für Namibia vor, traf hier aber anders als bei der Nationalflagge noch keine Festlegung, sondern delegierte den Beschluss einer Nationalhymne an das Parlament.
Nach der Unabhängigkeit Namibias im Jahre 1990 fand ein Wettbewerb mit zahlreichen Komponisten statt, um dem damals noch jungen Land eine eigene Hymne zu geben. Als Sieger ist Axali Doëseb aus dem Wettbewerb hervorgegangen. Doëseb war Leiter der Folkloregruppe Kalaharia, die auf Einladung der Deutsch-Namibischen Gesellschaft 1987 eine Dreiwochentournee durch Deutschland unternahm.
Zum 1. Jahrestag der Unabhängigkeit wurde die neue Hymne unter Leitung des Komponisten erstmals öffentlich gespielt und fand von der Musik her uneingeschränkte Zustimmung. Allerdings gab es Diskussionen über den Text, da nach Auffassung einiger Musikwissenschaftler die sprachlichen Betonungen nicht immer mit dem musikalischen Rhythmus harmonieren. Der Text stammt aus der Feder von Doëseb und weiteren.
Das Gesetz über die Nationalhymne der Republik Namibia wurde am 17. Dezember 1991 beschlossen. Gleichzeitig übertrug Doëseb das Urheberrecht an der Musik auf die Republik Namibia.
2023 erhielt der Komponist bzw. seine Familie eine Bezahlung von 2 Millionen Namibia-Dollar für die Melodie. Nach dem Tod des Komponisten Ende Oktober 2023 wurden Zweifel laut, dass die Hymne allein von Axali Doëseb stammt. Präsidialministerin Christine ǁHoebesKlicklaut sprach in Bezug auf den Text von einem eingesetzten Komitee. Das Präsidialamt wies dies wenige Tage später zurück.

## Text
Namibia land of the brave,
Freedom fight we have won,
Glory to their bravery 
Whose blood waters our freedom.
We give our love and loyalty 
Together in unity
Contrasting beautiful Namibia
Namibia our country
Beloved land of savannahs
Hold high the banner of liberty.
Chorus:
Namibia our Country
Namibia motherland
We love thee

## Freie deutsche Übersetzung
Namibia, Land der Tapferen. 
Der Freiheitskampf ist gewonnen,
Ehre ihrem Mut, 
Deren Blut floss für unsere Freiheit.
Wir geben unsere Liebe und Treue
In Einigkeit gemeinsam,
Kontrastreiches schönes Namibia, 
Namibia unser Land.
Geliebtes Land der Savannen, 
Haltet das Banner der Freiheit hoch.
Refrain:
Namibia unser Land, 
Namibia, Vaterland, 
Wir lieben Dich.

## Trivia
Obwohl nicht mit der Nationalhymne Namibias zu vergleichen, spielte und spielt das Südwesterlied unter den Deutschnamibiern die Rolle einer inoffiziellen Hymne.